# قزل-یولدوز (شهرستان بلاگووارسکی، باشقیرستان)
قزل-یولدوز (انگلیسی: Kyzyl-Yulduz, Blagovarsky District, Republic of Bashkortostan) یک شهرک در شهرستان بلاگووارسکی باشقیرستان کشور روسیه است.